# Michael Detharding
Michael Detharding (* 1565 in Rostock; † 1625) war ein deutscher Mediziner.

## Leben
Michael Detharding war ein Sohn des aus Herford stammenden Rostocker Pastors Barthold Detharding, welcher der Stammvater der Gelehrtenfamilie Detharding in Mecklenburg und Pommern ist. Er studierte Medizin an der Universität Frankfurt/Oder und der Universität Rostock, wo er 1587 zum Magister promoviert wurde. Er praktizierte als Arzt in Rostock und im pommerschen Stargard. 1600 wurde er Stadtphysicus in Stralsund, wo er 1626 nicht mehr nachweisbar ist.
Er war verheiratet mit Elisabeth Petzner und der Vater des pommerschen Hofapothekers in Stettin Georg Detharding.